# Fíaskó
Pour les articles homonymes, voir Fiasco.
Pour plus de détails, voir Fiche technique et Distribution.
Fíaskó est une comédie islandaise écrite et réalisée par Ragnar Bragason et sortie en 2000.

## Synopsis
Le vieux Karl Bardal rencontre par hasard une actrice vieillissante, Helga, qui le séduit. Il lui propose de l'aider à soigner son chien malade, et elle le laisse entrer chez elle. Mais il comprend rapidement qu'elle cherche un homme avec une situation. Désespéré, il décide de braquer une banque. Sa petite-fille Julia rencontre deux hommes : le respectable employé de banque Gulli et le charmant marin Hilmar. Elle se croit maintenant enceinte. Mais Hilmar préférerait prendre la mer plutôt que de rester avec elle – et elle préfère Hilmar à Gulli. Leur avenir se jouera en une nuit. La mère de Julia, Steina, espère quant à elle gagner l'affection du prédicateur douteux Samuel, qui exploite sans vergogne sa crédulité et sa bonhomie, lui faisant faire le ménage chez lui.

## Fiche technique
- Titre : Fíaskó
- Réalisation : Ragnar Bragason
- Scénario : Ragnar Bragason
- Photographie : August Jakobsson
- Montage : Sigvaldi J. Kárason
- Bande originale : Barði Jóhannsson
- Son : Kjartan Kjartansson
- pays : Islande
- genre : Comédie
- durée : 87 minutes
- Sortie : 10 mars 2000

## Distribution
- Róbert Arnfinnsson : Karl Bardal
- Kristbjörg Kjeld : Helga, actrice
- Margrét Ákadóttir : Steina
- Silja Hauksdóttir : Júlía
- Ólafur Darri Ólafsson : Gulli, employé de banque
- Eggert Þorleifsson : Samúel, prédicateur
- Björn Jörundur Friðbjörnsson : Hilmar, marin
- Tristan Gribbin : Nicole